# Depositar
Der Depositar (Verwahrer; österreichisch: Depositär; zu lateinisch depositum ‚Hinterlegtes‘) eines völkerrechtlichen Vertrages ist ein Staat, eine internationale Organisation oder der leitende Verwaltungsbeamte einer internationalen Organisation mit der Aufgabe, die Originaldokumente eines Vertrages anzunehmen und sie aufzubewahren.

## Aufgaben
Die Aufgabe des Depositars besteht regelmäßig darin, die ordnungsgemäße Abwicklung aller mit einem Vertrag zusammenhängenden Rechtsakte sicherzustellen. Er ist in der Erfüllung seiner Aufgaben zur Neutralität verpflichtet. Zu den Aufgaben gehören in der Regel die Verwahrung der Originaldokumente des Vertrags, die Annahme und Verwahrung von Ratifikations- und Beitrittserklärungen sowie von anderen Erklärungen der Vertragsparteien, und die Bekanntgabe dieser Erklärungen an alle Vertragspartner. Diese grundsätzlichen Aufgaben des Depositars sind seit 1969 auch in Artikel 77 der Wiener Vertragsrechtskonvention kodifiziert, sie können jedoch für jeden Vertrag abweichend oder weitergehend festgelegt werden.
Mit der Entgegennahme von Verträgen und anderen Erklärungen ist auch eine Prüfung auf die Erfüllung bestimmter formaler Kriterien verbunden. So sind regelmäßig nur Staatsoberhäupter, Regierungschefs und Außenminister im Namen ihrer Staaten zeichnungsberechtigt. Andere Personen, wie Botschafter oder Regierungsmitglieder, benötigen eine im Einzelfall oder allgemein für die Unterzeichnung internationaler Verträge erteilte Vollmacht einer dieser drei Personen. Da die Originalunterschriften verlangt werden, können Erklärungen dem Depositar nicht durch elektronische Medien übermittelt werden. Die Prüfung, ob ein Staat überhaupt zum Abschließen von Verträgen oder zur Abgabe von Erklärungen berechtigt ist, gehört hingegen nicht zu den Aufgaben des Depositars. Eine Ausnahme ist nur denkbar, wenn klar ist, dass kein anderer Staat den Antragsteller anerkennt. Erst 2003 wurden die Aufgaben des Depositars in Bezug auf unzulässige Vorbehalte erweitert. Ein Staat, der in Bezug auf ein Vertragswerk einen unzulässigen Vorbehalt äußert, soll durch den Depositar zunächst auf die Unzulässigkeit hingewiesen werden. Erst wenn der Staat den Vorbehalt dennoch aufrechterhält, soll er an die anderen Staaten mit einem Hinweis auf das rechtliche Problem weitergeleitet werden.

## Vereinte Nationen
Die meisten multilateralen Verträge sehen heute den Generalsekretär der Vereinten Nationen (UN) als Depositar vor, insbesondere wenn sie unter Beteiligung der Vereinten Nationen oder einer ihrer Unterorganisationen geschlossen werden, oder auf einer von den Vereinten Nationen ausgerichteten Konferenz. Der Generalsekretär der Vereinten Nationen ist gegenwärtig Depositar von mehr als 550 internationalen Verträgen. Die Grundlage dafür sind neben Bestimmungen der einzelnen Verträge Artikel 98 der Charta der Vereinten Nationen, die Resolution 24 (1) der Generalversammlung der Vereinten Nationen vom 12. Februar 1946, und die Resolution des Völkerbunds vom 18. April 1946. In der Praxis werden die Funktionen des Depositars von der Rechtsabteilung der Vereinten Nationen wahrgenommen.
Ohne Beteiligung der Vereinten Nationen geschlossene Verträge können ebenfalls beim Generalsekretär hinterlegt werden. Dieser nimmt solche Dokumente grundsätzlich nur dann an, wenn es sich um Verträge handelt, die von der Generalversammlung der UN oder von den Spitzengremien einer ihrer Unterorganisationen beschlossene weltweite Ziele verfolgen und einem breiten Teilnehmerkreis offenstehen, oder wenn sie von einer regionalen Untergliederung der Vereinten Nationen beschlossenen Zielen entsprechen und jedem Mitgliedsstaat dieser Untergliederung offenstehen. Die Zurückhaltung des Generalsekretärs ist darin begründet, dass er sein Amt unabhängig im Interesse der ganzen Staatengemeinschaft ausüben muss.
Beispiele für Verträge, die den Generalsekretär der Vereinten Nationen als Depositar vorsehen, sind die Satzung der Organisation der Vereinten Nationen für industrielle Entwicklung (1985) und das Rom-Statut für den Internationalen Strafgerichtshof (1998). Für die Haager Konvention zum Schutz von Kulturgut bei bewaffneten Konflikten ist der Generalsekretär der UNESCO Depositar.

## Weitere Depositare
In anderen Fällen wird die Depositareigenschaft dem Initiator eines Vertrages übertragen, der auch meist die Vertragskonferenz ausgerichtet hat. So ist die Schweiz Depositar der Genfer Konventionen, wohingegen das Genfer Protokoll von Frankreich verwahrt wird. Italien ist Depositar für den Vertrag über die Europäische Union.
Existiert eine Führungsmacht unter den Vertragsparteien, oder sieht ein Vertrag eine Garantiemacht mit besonderen Rechten oder Aufgaben vor, ist diese oft gleichzeitig Depositar. Der Friedensvertrag von Versailles vom 28. Juni 1919 wurde im Original von der Republik Frankreich als Depositar aufbewahrt. Die Charta der Vereinten Nationen und der Nordatlantikvertrag sind Beispiele für Verträge, für die die Vereinigten Staaten als Depositar fungieren.
Aufgrund ihrer besonderen Verbindung mit dem Vertrag sehen sich die Depositare oft in einer Initiativrolle bei der Weiterentwicklung des Vertrages, bei der Vergrößerung des Kreises der Vertragsparteien oder auch bei der diplomatischen Beilegung von eventuellen Streitigkeiten über die Vertragsauslegung.